# Boks mężczyzn (film 1891)
Boks mężczyzn – amerykański film niemy z 1891 roku w reżyserii William K.L. Dickson i William Heise.